# Assistant Secretary of State for Western Hemisphere Affairs
Der Assistant Secretary of State for Western Hemisphere Affairs ist ein Amt im Außenministerium der Vereinigten Staaten.

## Geschichte des Amtes

Organigramm: Die administrative Gliederung des Außenministeriums (englisch)

1909 wurde im Außenministerium mit der Lateinamerika-Abteilung (Division of Latin American Affairs) eine geografische Abteilung geschaffen, nachdem zuvor bereits eine Fernost-Abteilung eingerichtet worden war. Die spätere gesetzliche Grundlage für die vier ursprünglichen Assistant Secretary of States bildete The Foreign Service Act vom 24. Mai 1924. 1944 stimmte der Kongress der Vereinigten Staaten zu, dass die Exekutive die Anzahl der Assistant Secretaries of State von vier auf sechs erhöht.
Ein Amt dieser Rangordnung mit den entsprechenden Aufgaben wurde am 20. Dezember 1944 im Außenministerium mit der Funktion des Assistant Secretary of State for American Republic Affairs geschaffen. Dieser fungierte als Leiter der Unterabteilung für amerikanisch-republikanische Angelegenheiten (Bureau of American Republic Affairs), wobei der Posten zwischen Juni 1947 und Juni 1949 nicht besetzt war. Nachdem der US-Kongress aufgrund des Berichtes der Kommission zur Organisation der Regierungsverwaltung (Hoover Commission) am 26. Mai 1949 der Erhöhung der Zahl der Assistant Secretaries of State von sechs auf zehn zugestimmt hatte, wurde die Funktion wieder eingeführt. Durch Verwaltungserlass vom 3. Oktober 1949 wurde diese Funktion umbenannt in Assistant Secretary of State for Inter-American Affairs, der Leiter der Unterabteilung für interamerikanische Angelegenheiten (Bureau of Inter-American Affairs) war.
Nachdem am 12. Januar 1999 die Zuständigkeit für Kanada übernommen wurde, erhielt der Posten die heutige Bezeichnung als Assistant Secretary of State for Western Hemisphere Affairs. Zu den Aufgaben des jeweiligen Amtsträgers gehört die Leitung der Unterabteilung für Angelegenheiten der westlichen Hemisphäre (Bureau of Western Hemisphere Affairs). Die Western Hemisphere, die Hemisphäre westlich von Greenwich, ist eine elliptische Bezeichnung für den Kontinent Amerika. Entsprechend dieser Sprachregelung firmiert die School of the Americas als Western Hemisphere Institute for Security Cooperation.
Der Unterabteilungsleiter wird bei seiner Arbeit durch einen Principal Deputy Assistant Secretary for Western Hemisphere Affairs als ersten stellvertretenden Unterabteilungsleiter sowie weiteren Deputy Assistant Secretaries unterstützt, die als Referatsleiter zuständig sind für die Referate Mexiko, regionale Wirtschaftspolitik und Gipfeltreffen der westlichen Hemisphäre (Deputy Assistant Secretary, Mexico and Western Hemisphere Regional Economic Policy and Summit Issues), Mittelamerika und Karibik (Deputy Assistant Secretary, Central America and the Caribbean), öffentliche Diplomatie (Deputy Assistant Secretary, Public Diplomacy).

## Amtsinhaber

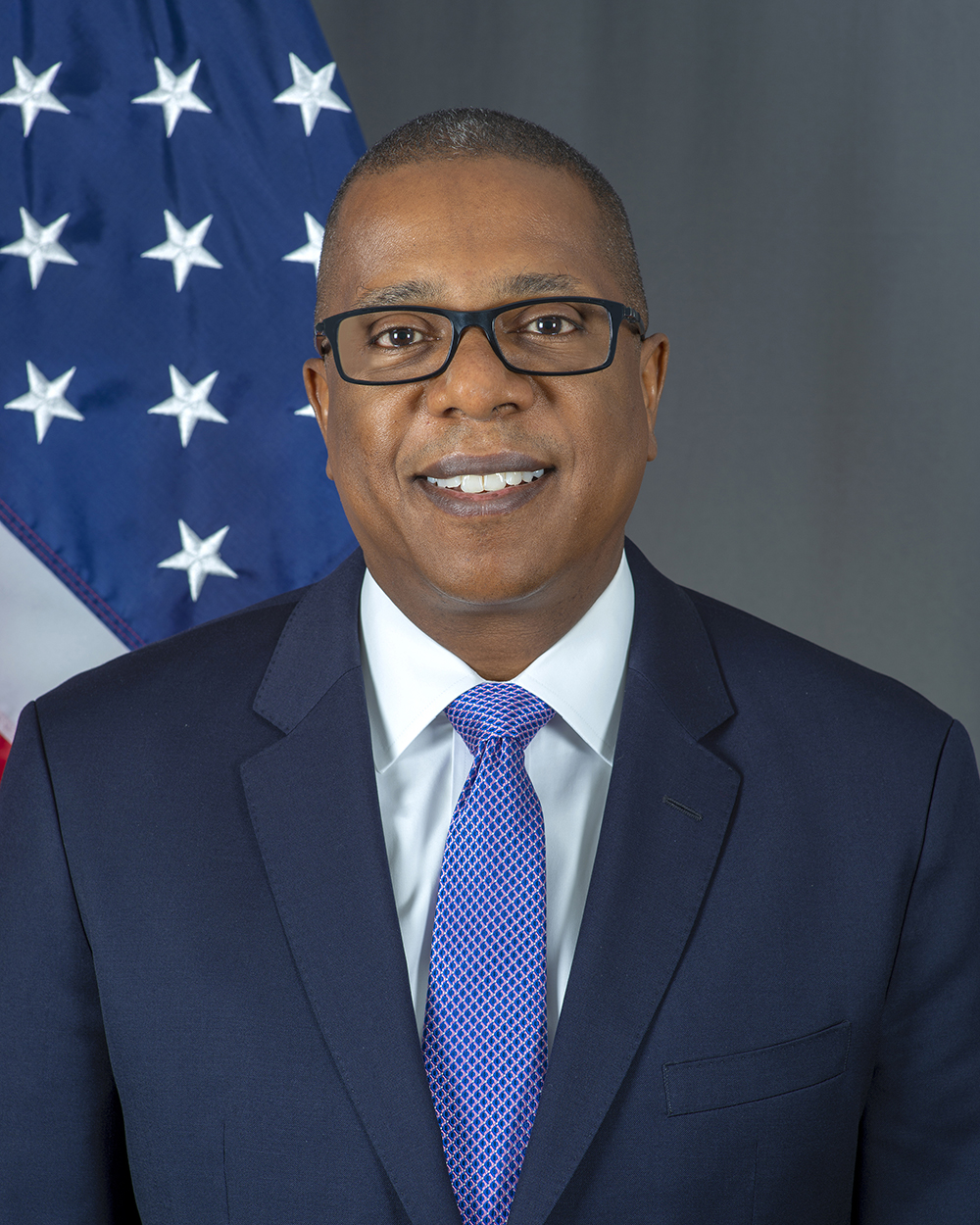
Brian A. Nichols ist seit dem 15. September 2021 Assistant Secretary of State for Western Hemisphere Affairs

### Liste derAssistant Secretary of State for American Republic Affairs, 1944–1949
| Beginn der Amtszeit | Name               | Principal Deputy | Amtierender US-Präsident | Ende der Amtszeit |
| ------------------- | ------------------ | ---------------- | ------------------------ | ----------------- |
| 20. Dez. 1944       | Nelson Rockefeller |                  | Franklin D. Roosevelt    | 17. Aug. 1945     |
| 29. Okt. 1945       | Spruille Braden    |                  | Harry S. Truman          | 27. Juni 1947     |

### Liste derAssistant Secretary of State for Inter-American Affairs, 1949–1999
| Beginn der Amtszeit | Name                | Principal Deputy                                   | Amtierender US-Präsident | Ende der Amtszeit |
| ------------------- | ------------------- | -------------------------------------------------- | ------------------------ | ----------------- |
| 28. Juni 1949       | Edward G. Miller    | Thomas C. Mann                                     | Harry S. Truman          | 31. Dez. 1952     |
| 3. März 1953        | John Moors Cabot    | Robert F. Woodward                                 | Dwight D. Eisenhower     | 1. März 1954      |
| 2. März 1954        | Henry F. Holland    | Cecil Burton Lyon                                  | Dwight D. Eisenhower     | 13. Sep. 1956     |
| 18. Juni 1957       | Roy R. Rubottom     | William P. Snow                                    | Dwight D. Eisenhower     | 27. Aug. 1960     |
| 28. Aug. 1960       | Thomas C. Mann      | 1961: Wymberly De R. Coerr                         | Dwight D. Eisenhower     | 20. Apr. 1961     |
| 17. Juli 1961       | Robert F. Woodward  | Milton Barall 1961–1963: Richard N. Goodwin        | John F. Kennedy          | 17. März 1962     |
| 18. Mai 1962        | Edwin M. Martin     |                                                    | John F. Kennedy          | 2. Jan. 1964      |
| 3. Jan. 1964        | Thomas C. Mann      |                                                    | Lyndon B. Johnson        | 17. März 1965     |
| 22. März 1965       | Jack Vaughn         |                                                    | Lyndon B. Johnson        | 28. Feb. 1966     |
| 9. März 1966        | Lincoln Gordon      |                                                    | Lyndon B. Johnson        | 30. Juni 1967     |
| 1. Juli 1967        | Covey T. Oliver     |                                                    | Lyndon B. Johnson        | 31. Dez. 1968     |
| 2. Apr. 1969        | Charles A. Meyer    | September 1969-August 1973: Robert Arnold Hurwitch | Richard Nixon            | 2. März 1973      |
| 29. Mai 1973        | Jack B. Kubisch     | Harry W. Shlaudeman                                | Richard Nixon            | 4. Sep. 1974      |
| 7. Okt. 1974        | William D. Rogers   |                                                    | Gerald Ford              | 18. Juni 1976     |
| 22. Juli 1976       | Harry W. Shlaudeman | William H. Luers                                   | Gerald Ford              | 14. März 1977     |
| 1. Apr. 1977        | Terence Todman      | John A. Bushnell                                   | Jimmy Carter             | 27. Juni 1978     |
| 21. Juli 1978       | Viron P. Vaky       |                                                    | Jimmy Carter             | 30. Nov. 1979     |
| 4. Jan. 1980        | William G. Bowdler  |                                                    | Jimmy Carter             | 16. Jan. 1981     |
| 23. Juni 1981       | Thomas O. Enders    |                                                    | Ronald Reagan            | 27. Juni 1983     |
| 12. Juli 1983       | Langhorne A. Motley | Nestor D. Sanchez                                  | Ronald Reagan            | 3. Juli 1985      |
| 17. Juli 1985       | Elliott Abrams      |                                                    | Ronald Reagan            | 20. Jan. 1989     |
| 16. Juni 1989       | Bernard W. Aronson  | Robert S. Gelbard                                  | George H. W. Bush        | 2. Juli 1993      |
| 2. Juli 1993        | Alexander Watson    |                                                    | Bill Clinton             | 29. März 1996     |
| 7. Aug. 1996        | Jeffrey Davidow     | 2000: Philip Goldberg                              | Bill Clinton             | 5. Aug. 1998      |

### Liste derAssistant Secretary of State for Western Hemisphere Affairs, seit 1999
| Beginn der Amtszeit | Name                                | Principal Deputy                                            | Amtierender US-Präsident | Ende der Amtszeit |
| ------------------- | ----------------------------------- | ----------------------------------------------------------- | ------------------------ | ----------------- |
| 4. Jan. 2001        | Peter F. Romero                     |                                                             | Bill Clinton             | 4. Juni 2001      |
| 11. Jan. 2002       | Otto Reich                          |                                                             | George W. Bush           | 22. Nov. 2002     |
| 31. Juli 2003       | Roger Noriega                       |                                                             | George W. Bush           | 6. Okt. 2005      |
| 17. Okt. 2005       | Thomas A. Shannon                   |                                                             | George W. Bush           | 5. Nov. 2009      |
| 10. Nov. 2009       | Arturo Valenzuela                   | Craig Kelly; Dezember 2010 – Juli 2011: Roberta S. Jacobson | Barack Obama             | 18. Juli 2011     |
| 18. Juli 2011       | Roberta S. Jacobson (kommissarisch) |                                                             | Barack Obama             | 30. März 2012     |
| 30. März 2012       | Roberta S. Jacobson                 | Mai 2012: John D. Feeley                                    | Barack Obama             | 5. Mai 2016       |
| 5. Mai 2016         | Mari Carmen Aponte (kommissarisch)  |                                                             | Barack Obama             | 20. Jan. 2017     |
| 20. Jan. 2017       | Francisco Palmieri (kommissarisch)  |                                                             | Donald Trump             | 15. Okt. 2018     |
| 15. Okt. 2018       | Kimberly Breier                     |                                                             | Donald Trump             | 30. Aug. 2019     |
| 13. Sep. 2019       | Michael Kozak (kommissarisch)       |                                                             | Donald Trump             | 20. Jan. 2021     |
| 20. Jan. 2021       | Julie J. Chung (kommissarisch)      |                                                             | Joe Biden                | 3. Aug. 2021      |
| 3. Aug. 2021        | Ricardo Zúñiga (kommissarisch)      |                                                             | Joe Biden                | 15. Sep. 2021     |
| 15. Sep. 2021       | Brian A. Nichols                    | Mark A. Wells                                               | Joe Biden                |                   |